# العلاقات الآيسلندية البليزية
العلاقات الآيسلندية البليزية هي العلاقات الثنائية التي تجمع بين آيسلندا وبليز.

## مقارنة بين البلدين
هذه مقارنة عامة ومرجعية للدولتين:
| وجه المقارنة                                              | آيسلندا          | بليز         |
| --------------------------------------------------------- | ---------------- | ------------ |
| المساحة (كم2)                                             | 103.00 ألف       | 22.97 ألف    |
| عدد السكان (نسمة)                                         | 317.35 ألف       | 374.68 ألف   |
| الكثافة السكانية (ن./كم²)                                 | 3.08             | 16.31        |
| العاصمة                                                   | ريكيافيك         | بلموبان      |
| اللغة الرسمية                                             | اللغة الآيسلندية | لغة إنجليزية |
| العملة                                                    | كرونة آيسلندية   | دولار بليزي  |
| الناتج المحلي الإجمالي (بليون دولار)                      | 23.91 مليار      | 1.84 مليار   |
| الناتج المحلي الإجمالي (تعادل القوة الشرائية) بليون دولار | 15.79 مليار      | 3.05 مليار   |
| الناتج المحلي الإجمالي الاسمي للفرد دولار أمريكي          | 50.17 ألف        | 4.88 ألف     |
| الناتج المحلي الإجمالي للفرد دولار أمريكي                 | 46.55 ألف        | 8.42 ألف     |
| مؤشر التنمية البشرية                                      | 0.899            | 0.715        |
| رمز المكالمات الدولي                                      | +354             | +501         |
| رمز الإنترنت                                              | .is              | .bz          |
| المنطقة الزمنية                                           | 00، أوروبا/لندن ‏ | 00           |

## منظمات دولية مشتركة
يشترك البلدان في عضوية مجموعة من المنظمات الدولية، منها:
| علم المنظمة | اسم المنظمة                        | تاريخ انضمام آيسلندا | تاريخ انضمام بليز |
| ----------- | ---------------------------------- | -------------------- | ----------------- |
|             | وكالة ضمان الاستثمار متعدد الأطراف | 25 سبتمبر 1998       | 29 يونيو 1992     |
|             | منظمة الشرطة الجنائية الدولية      | ?                    | ?                 |
|             | منظمة حظر الأسلحة الكيميائية       | ?                    | ?                 |
|             | منظمة التجارة العالمية             | ?                    | ?                 |
|             | الفريق المعني برصد الأرض           | ?                    | ?                 |
|             | الأمم المتحدة                      | 19 نوفمبر 1946       | 25 سبتمبر 1981    |
|             | مؤسسة التمويل الدولية              | 20 يوليو 1956        | 19 مارس 1982      |
|             | يونسكو                             | 8 يونيو 1964         | 10 مايو 1982      |
|             | مؤسسة التنمية الدولية              | 19 مايو 1961         | 19 مارس 1982      |
|             | البنك الدولي للإنشاء والتعمير      | 27 ديسمبر 1945       | 19 مارس 1982      |
|             | الاتحاد البريدي العالمي            | ?                    | ?                 |
|             | الاتحاد الدولي للاتصالات           | 1 أكتوبر 1906        | 16 ديسمبر 1981    |

## وصلات خارجية
- موقع وزارة الخارجية الآيسلندية
- موقع وزارة الخارجية البليزية